# Свенсонов воробей
Свенсонов воробей (лат. Passer swainsonii) — вид птиц семейства воробьиных. Обитает исключительно в северо-восточной Африке. Видовое название дано в честь английского орнитолога Уильяма Свенсона (1789—1855).
Согласно Красной книги МСОП свенсонов воробей относится к видам, не находящимся под угрозой исчезновения.

## Внешний вид
Длина тела составляет 16 сантиметров. Половой диморфизм не заметен.
Область от лба до затылка коричнево-серая, бока шеи и мантии тусклые красновато-коричневые. Спина, надхвостье и верхние кроющие перья хвоста каштаново-коричневые. Кроющие перья тёмно-коричневые со светло-коричневой тонкой бахромой. Уздечка тёмно-серо-коричневая, кроющие ушных раковин бледно-серо-коричневые. Щёки, горло, бока и бедра светло-серо-коричневые. Середина подбородка и верхняя часть горла немного светлее, чем остальная часть нижней стороны тела. Клюв чёрный или тёмного рогового цвета. Глаза тёмно-коричневые, ноги бледно-коричневые.
Подвиды не выделены.

## Распространение
Эндемик северо-восточной Африки (Судан, Эритрея, Эфиопия, Сомали и северная Кения). Кроме Судана, распространён повсеместно. Это оседлая птица; лишь в некоторых популяциях наблюдается сезонная миграция.
Среда обитания — горные районы, болотистые местности, открытые лесные районы, саванны и луга, покрытые кустарниками. Однако чаще всего вид встречается в населенных пунктах и вокруг них. В Эритрее обитает в основном на открытых плато на высоте более 1200 метров, в Эфиопии — в районах между 1200 и 4500 метрами над уровнем моря.

## Образ жизни
Вне сезона размножения живут стаями, иногда насчитывающими несколько сотен особей. Стаи такого размера могут причинить определённый ущерб, когда птицы вторгаются на сельскохозяйственные поля и в сады. Питаются в основном семенами трав, а также злаками и насекомыми.
Репродуктивная биология пока окончательно не изучена. Гнездо неплотно собрано из травы, а внутренняя полость выстлана перьями. Гнездо строится на ветвях, в кронах пальм и в дуплах деревьев. Птицы также используют полости на зданиях, а также занимают гнёзда эфиопской ласточки и береговушки. Были случаи наблюдения, когда свенсонов воробей выкидывал птенцов береговушки из гнёзд, чтобы занять их. Кладка состоит из трёх-шести белых яиц с коричневыми и серыми пятнами. Сезон размножения в Эритрее приходится на период с января по март и с мая по ноябрь, тогда как в Эфиопии этот вид размножается с апреля по декабрь.